# NEGOTO BEST
『NEGOTO BEST』（ネゴト ベスト）は日本のバンド・ねごとのベスト・アルバム。2019年4月24日発売。発売元はソニー・ミュージックレーベルズ、レーベルはキューンミュージック。本項では今作のリリースに伴い開催されたツアーの映像作品「お口ぽかーん! LAST TOUR 〜寝ても覚めてもねごとじゃナイト〜」についても詳述する。

## 概要
ねごとにとって最初で最後のベスト・アルバム。
初回生産限定盤と通常盤の2形態で発売。両形態共通のCD2枚に加え、初回生産限定盤にはBlu-ray Discや、フォトブックを含むボックス仕様となっている。
Billboard Japanの2019年6月17日付「Top Albums Sales」によると、2,161枚を売り上げ29位にランクインした。

## 構成・制作
楽曲はメンバーによって選曲され、活動初期に雨の日のライブで披露されていた「雨」の録り下ろし音源と、新曲の「LAST SCENE」の2曲を含む全35曲が収録されている。
初回生産限定盤に付属のBlu-ray Discにはこれまで発表されたすべてのミュージック・ビデオ集である「BEST MUSIC VIDEO COLLECTION」が収録されており、付属のフォトブック「NEGOTO MEMORIAL PHOTOBOOK」にはメンバー撮影によるオフショットやデビュー前から現在に至るまでの写真が60ページにわたり掲載されている。
本作のミュージック・ビデオが存在する。監督は活動初期の「メルシールー」から近年の「空も飛べるはず/ALL RIGHT」など多くの作品を担当した志賀匠。

## 収録内容
| #         | タイトル                 | 作詞      | 作曲              | 編曲            | 時間  |
| --------- | ------------------------ | --------- | ----------------- | --------------- | ----- |
| 1.        | 「ループ」               | 蒼山幸子  | 沙田瑞紀&蒼山幸子 | 沙田瑞紀&ねごと | 3:00  |
| 2.        | 「透き通る衝動」         | 蒼山幸子  | 沙田瑞紀&蒼山幸子 |                 | 3:23  |
| 3.        | 「ワンダーワールド」     | 蒼山幸子  | 沙田瑞紀&蒼山幸子 |                 | 3:53  |
| 4.        | 「カロン」               | 蒼山幸子  | 沙田瑞紀&蒼山幸子 | 沙田瑞紀&ねごと | 3:25  |
| 5.        | 「彗星シロップ」         | 蒼山幸子  | 沙田瑞紀&蒼山幸子 |                 | 3:38  |
| 6.        | 「メルシールー」         | 蒼山幸子  | 沙田瑞紀&蒼山幸子 | 沙田瑞紀&ねごと | 3:27  |
| 7.        | 「サイダーの海」         | 蒼山幸子  | 沙田瑞紀&蒼山幸子 | 沙田瑞紀&ねごと | 3:44  |
| 8.        | 「ふわりのこと」         | 蒼山幸子  | 蒼山幸子          | 沙田瑞紀&ねごと | 6:14  |
| 9.        | 「インストゥルメンタル」 | 蒼山幸子  | 沙田瑞紀&蒼山幸子 | 沙田瑞紀&ねごと | 3:59  |
| 10.       | 「sharp ♯」              | 蒼山幸子  | 沙田瑞紀&蒼山幸子 | 沙田瑞紀&ねごと | 3:41  |
| 11.       | 「Lightdentity」         | ねごと    | 沙田瑞紀&ねごと   |                 | 3:28  |
| 12.       | 「nameless」             | ねごと    | ねごと            | 江口亮          | 3:29  |
| 13.       | 「greatwall」            | ねごと    | ねごと            | 江口亮          | 3:46  |
| 14.       | 「たしかなうた」         | ねごと    | ねごと            | 江口亮          | 5:11  |
| 15.       | 「トレモロ」             | ねごと    | ねごと            | 江口亮          | 4:16  |
| 16.       | 「メイドミー...」        | ねごと    | ねごと            |                 | 3:28  |
| 17.       | 「雨」                   | 蒼山幸子  | 沙田瑞紀&蒼山幸子 | ねごと          | 4:11  |
| 合計時間: | 合計時間:                | 合計時間: | 合計時間:         | 合計時間:       | 66:13 |

| #         | タイトル                   | 作詞            | 作曲                         | 編曲                                    | 時間  |
| --------- | -------------------------- | --------------- | ---------------------------- | --------------------------------------- | ----- |
| 1.        | 「シンクロマニカ」         | ねごと          | ねごと                       | 江口亮                                  | 3:16  |
| 2.        | 「黄昏のラプソディ」       | 蒼山幸子        | 蒼山幸子                     | ねごと&渡辺シュンスケ                   | 4:09  |
| 3.        | 「endless」                | 蒼山幸子        | 蒼山幸子&沙田瑞紀            | ねごと                                  | 4:52  |
| 4.        | 「透明な魚」               | 澤村小夜子      | 沙田瑞紀&澤村小夜子          | ねごと                                  | 3:53  |
| 5.        | 「DESTINY」                | 蒼山幸子        | 沙田瑞紀&蒼山幸子            | ねごと                                  | 4:07  |
| 6.        | 「アシンメトリ」           | 蒼山幸子        | 沙田瑞紀&蒼山幸子            | ねごと&中野雅之（BOOM BOOM SATELLITES） | 4:59  |
| 7.        | 「school out」             | 沙田瑞紀        | 沙田瑞紀                     | ねごと                                  | 5:06  |
| 8.        | 「ETERNALBEAT」            | 蒼山幸子        | 蒼山幸子&沙田瑞紀            | ねごと                                  | 3:39  |
| 9.        | 「シグナル」               | 蒼山幸子        | 澤村小夜子&蒼山幸子&沙田瑞紀 | ねごと&中野雅之（BOOM BOOM SATELLITES） | 4:18  |
| 10.       | 「mellow」                 | 蒼山幸子        | 蒼山幸子&沙田瑞紀            | ねごと                                  | 4:04  |
| 11.       | 「君の夢」                 | 沙田瑞紀        | 沙田瑞紀                     | ねごと                                  | 4:08  |
| 12.       | 「PLANET」                 | 蒼山幸子        | 蒼山幸子&沙田瑞紀            | ねごと                                  | 4:26  |
| 13.       | 「DANCER IN THE HANABIRA」 | 蒼山幸子        | 蒼山幸子&沙田瑞紀            | ねごと&中野雅之（BOOM BOOM SATELLITES） | 5:06  |
| 14.       | 「WORLDEND」               | 蒼山幸子        | 蒼山幸子&沙田瑞紀            | ねごと                                  | 4:26  |
| 15.       | 「サタデーナイト」         | 蒼山幸子        | 蒼山幸子                     | ねごと&中野雅之（BOOM BOOM SATELLITES） | 4:52  |
| 16.       | 「シリウス」               | 澤村小夜子      | 沙田瑞紀&蒼山幸子            | ねごと                                  | 3:27  |
| 17.       | 「水中都市」               | 蒼山幸子        | 蒼山幸子                     | ねごと&中野雅之（BOOM BOOM SATELLITES） | 5:49  |
| 18.       | 「LAST SCENE」             | 沙田瑞紀&ねごと | 沙田瑞紀                     | ねごと                                  | 4:47  |
| 合計時間: | 合計時間:                  | 合計時間:       | 合計時間:                    | 合計時間:                               | 79:24 |

| #   | タイトル                                | 作詞 | 作曲・編曲 |
| --- | --------------------------------------- | ---- | ---------- |
| 1.  | 「ループ」(Music Video)                 |      |            |
| 2.  | 「カロン」(Music Video)                 |      |            |
| 3.  | 「メルシールー」(Music Video)           |      |            |
| 4.  | 「sharp ♯」(Music Video)                |      |            |
| 5.  | 「Re:myend!」(Music Video)              |      |            |
| 6.  | 「Lightdentity」(Music Video)           |      |            |
| 7.  | 「nameless」(Music Video)               |      |            |
| 8.  | 「greatwall」(Music Video)              |      |            |
| 9.  | 「たしかなうた」(Music Video)           |      |            |
| 10. | 「シンクロマニカ」(Music Video)         |      |            |
| 11. | 「真夜中のアンセム」(Music Video)       |      |            |
| 12. | 「アンモナイト!」(Music Video)          |      |            |
| 13. | 「黄昏のラプソディ」(Music Video)       |      |            |
| 14. | 「endless」(Music Video)                |      |            |
| 15. | 「DESTINY」(Music Video)                |      |            |
| 16. | 「アシンメトリ」(Music Video)           |      |            |
| 17. | 「ETERNALBEAT」(Music Video)            |      |            |
| 18. | 「DANCER IN THE HANABIRA」(Music Video) |      |            |
| 19. | 「空も飛べるはず」(Music Video)         |      |            |
| 20. | 「ALL RIGHT」(Music Video)              |      |            |
| 21. | 「サタデーナイト」(Music Video)         |      |            |

## 演奏
Disc 1
- 蒼山幸子
  - Vocal
  - Synthesizers (#1-8.10-16)
  - Clap (#3)
  - Electric Piano (#9)
  - Organ, Chorus (#17)
- 沙田瑞紀
  - Guitars
  - Chorus (#1-5.7.10-17)
  - Clap (#3)
  - Programming (#11.17)
- 藤咲佑
  - Bass
  - Chorus (#1.10.12)
  - Recorder, Clap (#3)
- 澤村小夜子
  - Drums
  - Chorus (#1.3.4.6.8.10.11.12)
  - Clap (#3)

Disc 2
- 蒼山幸子
  - Vocal
  - Synthesizers (#1.2.4.5)
  - Hand Clap (#3.4.9.15)
  - Marimba (#10)
  - Chorus (#2.4.6.8.9.10.12-18)
- 沙田瑞紀
  - Guitars (#1-12.14-18)
  - Chorus (#All)
  - Programming (#2-16.18)
  - Hand Clap (#3.4.9.15)
- 藤咲佑
  - Bass (#1-7.9.11.12.16.17)
  - Chorus (#1.4.6.8.11.13.15.16.17.18)
  - Hand Clap (#3.4.9.15)
  - Synthesizers (#6.8.10)
  - Bass Synthesizers (#14.15.17.18)
- 澤村小夜子
  - Drums (#1-7.9.11.12.14-18)
  - Chorus (#1.2.4-13.15.16.17.18)
  - Hand Clap (#3.4.9.15)
  - Tambourine (#9)
  - Marimba (#10)

## 制作クレジット
- プロデュース：ねごと
- マスタリング・エンジニア：Joe Laporta（スターリング・サウンド / Sterling Sound）
- アートディレクター／デザイナー：木村豊（Central67）
フォトグラファー：中野敬久
- ディレクター：日笠山邦仁（キューンミュージック）
A&R：坂本勉（キューンミュージック）
チーフA&R：古川友理、前川順一（キューンミュージック）
- アーティストマネージャー：加島広宣（ソニー・ミュージックアーティスツ）
チーフマネージャー：山岸ケン、羽深孝（ソニー・ミュージックアーティスツ）
- エグゼクティブ・プロデューサー：白井嘉一郎（キューンミュージック）、
辻野学、松本吉史（ソニー・ミュージックレーベルズ）、
 斉藤剛、桂田大助、田沼功（ソニー・ミュージックアーティスツ）

## リリース日一覧
| 地域 | リリース日    | レーベル     | 規格                                    | カタログ番号                | 備考                                               |
| ---- | ------------- | ------------ | --------------------------------------- | --------------------------- | -------------------------------------------------- |
| 日本 | 2019年4月24日 | Ki/oon Music | 12cmCD+12cmCD+Blu-ray Disc+ブックレット | KSCL-3153, 3154, 3155, 3156 | 初回生産限定盤                                     |
| 日本 | 2019年4月24日 | Ki/oon Music | 12cmCD+12cmCD                           | KSCL-3157, 3158             | 通常盤                                             |
| 日本 | 2019年4月24日 | Ki/oon Music | デジタル・ダウンロード                  | A2001466344                 | レコチョク AAC 128/320kbps                         |
| 日本 | 2019年4月24日 | Ki/oon Music | デジタル・ダウンロード                  | A2001466344                 | レコチョク ハイレゾ FLAC 96.0kHz/24bit 128/320kbps |
| 日本 | 2019年4月24日 | Ki/oon Music | デジタル・ダウンロード                  | 4547366408768               | mora AAC-LC 320kbps                                |
| 日本 | 2019年4月24日 | Ki/oon Music | デジタル・ダウンロード                  | 4547366409413               | mora ハイレゾ FLAC 48.0kHz/24bit                   |
| 日本 | 2019年4月24日 | Ki/oon Music | デジタル・ダウンロード                  | B07QPQ2KBQ                  | Amazon.co.jp                                       |
| 日本 | 2019年4月24日 | Ki/oon Music | デジタル・ダウンロード                  | 1459365561                  | Apple Music・iTunes Store                          |

## お口ぽかーん! LAST TOUR 〜寝ても覚めてもねごとじゃナイト〜
『お口ぽかーん! LAST TOUR 〜寝ても覚めてもねごとじゃナイト〜』（おくちぽかーん ラストツアー ねてもさめてもねごとじゃないと）は、ねごとの4枚目のライブ映像作品。

### 解説
- ベスト・アルバム『NEGOTO BEST』を提げ開催された「お口ぽかーん! LAST TOUR ～寝ても覚めてもねごとじゃナイト～」より2019年7月20日にZepp DiverCity (TOKYO)で行われた、バンドにとってラストライブとなったファイナル公演の模様を全曲分映像化したもの[10]。
- 前作までとは異なり、本作はBlu-ray Discのみの発売となり、DVDは発売されなかった。
- 完全生産限定盤と通常盤の2形態でのリリースとなり、完全生産限定盤はライブ音源を収めたCD2枚組に加え、ラストライブ当日の写真を収録したフォトブック「LAST TOUR FINAL MEMORIAL PHOTOBOOK」、ライブで使用された「LAST TOUR FINAL 銀テープ」が特典として付属したスリーブケース仕様となった。なお、当日使用された銀テープの会場表記が「TOKYO Zeep DiverCity」と誤植があったのに対し製品版では「TOKYO Zepp DiverCity」と修正されている。
- ジャケットアートワークは『NEGOTO BEST』のミュージック・ビデオを担当した志賀匠が手がけており、完全生産限定盤にはアーティスト写真やミュージック・ビデオのシーンをモチーフにした、ねごとのこれまでの思い出を振り返るようなイラスト、通常盤はねごとの象徴でもあるバクの風船が空に浮かぶ写真が使用された[11]。
- 当日のセットリストは「ベストヒット選曲」と銘打たれており、ベスト・アルバムに収録された楽曲から多く披露された。ベスト・アルバムに未収録となった楽曲からは「真夜中のアンセム」、「Fall Down」、「憧憬」が選曲された。

### 収録曲
1. インストゥルメンタル
2. 透き通る衝動
3. DESTINY
4. sharp ♯
5. ループ
6. greatwall
7. 透明な魚
8. 真夜中のアンセム
9. ふわりのこと
10. シリウス
11. シンクロマニカ
12. Fall Down
13. サタデーナイト
14. 水中都市
15. メルシールー
16. シグナル
17. nameless
18. 憧憬
19. ETERNALBEAT
20. endless
21. LAST SCENE
22. アシンメトリ
23. 雨
24. 彗星シロップ
25. カロン